# Moumoulous
Moumoulous é uma comuna francesa na região administrativa de Occitânia, no departamento dos Altos Pirenéus. Estende-se por uma área de 3,36 km². Em 2010 a comuna tinha 43 habitantes (densidade: 12,8 hab./km²).